# Espírito áspero
O espírito áspero (em gr. ant. δασὺ πνεῦμα dasỳ pnêuma ou δασεῖα daseîa; em gr. mod. δασεία dasia; em latim spiritus asper) é um diacrítico usado na ortografia politônica do grego antigo. Na Antiga Grécia indicava a aspiração inicial, ou a presença de uma consoante de transição glotal surda (/h/) a princípio da palavra. Foi mantido na ortografia politônica até mesmo depois de o som do /h/ desaparecer do grego durante o período helenístico, sendo eliminado na ortografia monotônica moderna após 1980.
O espírito áspero (῾) era colocado sobre a vocal inicial, ou sobre a segunda se começar por ditongo. Nos demais casos, a vocal inicial levava o espírito brando. Além disso, sempre era situado sobre um ro inicial ou duplo. 
Quando a letra é minúscula o espírito é posto sobre a letra. Se a letra for maiúscula, coloca-se o espírito antes da letra e antes de qualquer acento.
Exemplos: ὕμνος para hymnos, "hino"; e ῥήτωρ para rhētōr, "orador".

## Espíritos áspero e brando
Há dois tipos de espírito: o brando (ou lenis, que é um traço curvo à direita) e o áspero, que é o inverso do brando. O áspero equivale a uma aspiração e por isto é representado em latim didático pelo H.